# Laguna El Cepo
Die Laguna El Cepo ist ein Gletschersee in der Región de Coquimbo, Chile.
Der See liegt auf 2790 m im Tal des Flusses Río Cochiguaz eines Zufluss des Río Elqui.
Der See liegt etwa 21 km von der nächsten Ortschaft Cochiguaz talabwärts entfernt. Sie ist ein beliebtes Trekkingziel und kann in einer Zwei-Tages-Wanderung besucht werden.